# 北海道道1151号新紋別空港線
北海道道1151号新紋別空港線（ほっかいどうどう1151ごう しんもんべつくうこうせん）は、北海道紋別市内を結ぶ一般道道（北海道道）である。

## 概要
実延長は55 mで、道道の中では4番目に短い。路線は、空港の区域との境界から始まる。

### 路線データ
- 起点：北海道紋別市小向19番地3（紋別空港ターミナル）
- 終点：北海道紋別市小向（国道238号交点）
- 総延長：0.081 km[1]
- 実延長：0.055 km[1]
- 重用延長：0.028 km[1]

## 歴史
- 1997年（平成9年）1月14日  -路線認定[2]。

旧紋別空港（紋別市沼の上）と国道238号を結ぶ路線に北海道道554号紋別空港線があった。1966年（昭和41年）3月31日認定、2001年（平成13年）10月18日廃止。

## 地理

### 通過する自治体
- オホーツク総合振興局
  - 紋別市

### 交差する道路
紋別市
- 国道238号 - 小向（終点）